# Taras Kačaraba
Taras Ivanovyč Kačaraba (in ucraino Тарас Іванович Качараба?; Žydačiv, 7 gennaio 1995) è un calciatore ucraino, difensore del DAC Dunajská Streda.

## Carriera

### Nazionale
L'8 settembre 2021 esordisce in nazionale maggiore in amichevole contro la Rep. Ceca.

## Palmarès

### Club

#### Competizioni nazionali
- Supercoppa d'Ucraina: 1

Šachtar: 2015
- Coppa d'Ucraina: 1

Šachtar: 2015-2016
- Coppa della Repubblica Ceca: 2

Slavia Praga: 2020-2021, 2022-2023
- Campionato ceco: 1

Slavia Praga: 2020-2021